# Преподобносповідник
Преподобносповідник — святий Християнської церкви з ченців (монахів), який відкрито проголошув свою віру під час гонінь, зазнав мук за віру, але, на відміну від мучеників, залишився живим.

## Термін
Слово преподобно-сповідник відносно нове. Ця лексема термінологізувалася у ХХІ ст. Сергій (Сребрянський); преподобно-сповідник Іоанн (Кевролетін) .
Поширення цього слова в українській релігійній сфері пов'язане з опублікованою у Москві книгою «Минея общая новомученикам и исповедникам Российским» (М., 2011), яка містить окрему службу церковнослов'янською мовою святим цього чину.
У ХІІІ-ХХ ст. відповідне значення у структурі агіоніма (грец. άγιος «святий» і όνυμα, όνομα — «ім'я», «назва») передавали дві лексеми — назви окремих чинів святості — преподобний і сповідник, напр.: пам'ять преподобного отця нашего Максима сповідника ; преп. іспов. Іоана Психаїта.
Сучасна релігійна практика засвідчує вживання обох варіантів: преподобно-сповідник, преподобний і сповідник, напр.: святий сповідник Микита. У релігійному стилі термін преподобно-сповідник може функціонувати як синонім до преподобно-мученик. Так, святий Володимир співвідноситься то з чином святості преподобно-сповідник, то з чином святості преподобно-мученик.
Ось як відгукувався про ці уявлення преподобно-сповідник Володимир (Терентьєв). Електронні церковно-релігійні джерела засвідчують також функціонування спорідненої назви чину святості жіночого роду преподобно-сповідниця, напр.: Преподобносповідниця Параскева (Матієшина).

## Список святих
|    |                                                |
| 1  | Сергій (Срібрянський) (1948)                   |
| 2  | Параскева (Матієшина) (1952)                   |
| 3  | Гавриїл (Ігошкин)                              |
| 4  | Георгій (Лавров) (1932)                        |
| 5  | Іван/Іоанн (Кевролетін) (1961)                 |
| 6  | Параскева (Матієшина)                          |
| 7  | Володимир (Терентьєв)                          |
| 8  | Леонтий (Стасевич)                             |
| 9  | Гавриил (Ургебадзе) (1995)                     |
| 10 | Патрикий (Петров)                              |
| 11 | Рафаїл (Шейченко)                              |
| 12 | Трифон (Скрипченко) (1865 - 1939)              |
| 13 | Іраклий (Матях)                                |
| 14 | Ігнатий (Бірюков) (1865 - 1932)                |
| 15 | Олександр (Орудов) (1876/1882 - 1961)          |
| 16 | Ираклий Иссык-Кульский (1863 - 1937)           |
| 17 | Олександр (Орудов) (1876/1882 - 1961)          |
| 18 | Варсонофий (Юрченко) (1880 - 1954)             |
| 19 | Амфітеатров Валентин Миколайович (1836 - 1908) |